# Hippolyte Rodrigues
Pour les autres membres de la famille, voir Famille Rodrigues-Henriques.
Jacob-Hipolyte Rodrigues Henriques, né le 4 août 1812 à Bordeaux et mort le 23 juillet 1898 à Versailles, est un agent de change, homme de lettres et historien des religions français.

## Biographie
Hippolyte Rodrigues est le fils du banquier Alexandre-Isaac Rodrigues-Henriques (1765-1834) et d'Esther Gradis (1780-1834), et est le frère d'Eugénie Foa et de Léonie Halévy. Il suit son éducation à Paris et devient agent de change à la Bourse de Paris en 1840, mais, après une brillante carrière, il prend sa retraite en 1855 comme agent de change honoraire.
Il s'occupe alors d'études et de travaux d’exégèse, se concentrant principalement sur des études critiques et d'histoires religieuses. Plusieurs de ses œuvres ont fait l’objet de traductions en anglais et en allemand.
Hippolyte Rodrigues est membre fondateur et secrétaire de la Société scientifique littéraire israélite, membre de la Société des gens de lettres et de la Société des compositeurs de musique.
Il était propriétaire en commun avec son beau-frère le compositeur Fromental Halévy du château de Fromont à Ris-Orangis, face à la maison de campagne qu'avait Eugène Delacroix sur l'autre rive de la Seine.
Il meurt le 23 juillet 1898, rue de Provence à Versailles, et est inhumé au cimetière du Père-Lachaise (7e division),.

## Publications
- De la fusion des rites portugais et allemand, 1865.
- Les Trois Filles de la Bible, 1865.
- Lettre à M. Isidore Cahen, rédacteur en chef des "Archives israélites", 1867.
- Précis sur la créance de la France contre l'Angleterre, en vertu des traités de 1815, 1868.
- Les Origines du sermon de la montagne, 1868.
- L'Idée israélite en France en 1868, 1868.
- La Justice de Dieu, introduction à l'histoire des Judéo-chrétiens, 1869.
- Lettre à M. Duruy, ministre de l'Instruction publique, 1869.
- Histoire des Premiers Chrétiens: Le Roi des Juifs, 1870.
- Saint-Pierre, 1871.
- Histoire des premiers chrétiens, 1873.
- David Rizzio : Opéra en 4 actes, 1873-77, paroles et musique d'Hippolyte Rodrigues
- Histoire des Seconds Chrétiens: Saint-Paul, 1875.
- Les seconds chrétiens, 1876.
- La Peur du bruit, drame en 6 actes, en prose, 1877.
- Midraschim et fabliaux, 1880.
- Théâtre de Campeador, 1881.
- Apologues du Talmud, 1883.
- Contes parisiens et philosophiques, 1886.
- Marie Touchet, d'après les documents récemment découverts... L'Insomnie, la Gasconne, 1887.
- Romances sans Paroles pour piano, 1889.
- Théâtre imaginaire, 1889.
- Charles IX, histoire dramatisée, 1889.
- Philippe II, scénario et prose, 1889.
- Philippe II. Mélodies pour piano, 1890.
- Légendes pour piano, 1891.
- Le Monde qui s'avance, 1892.
- Papiers de famille, 1893.
- Les Origines des troisièmes chrétiens, 1893.
- Suzanne ou les Écoles de Femmes. Le flirtage, 1893.
- Suzon, ou les Écoles des femmes (voyage autour de l'homme), 1893.
- Conférence humoristique sur la science du bien et du mal, 1894.
- Conférence humoristique sur l'art d'améliorer le mariage et de raréfier l'adultère, 1894.
- Conférence humoristique sur les croyances folles, 1894.
- Conférence humoristique sur l'âme, 1894.
- Conférence humoristique sur l'imagination, 1894.
- Histoire du péché originel et des origines de l'Église, 1896.
- Les Origines du Péché Originel, 1897.
- Chaste Suzanne, conte érotique et philosophique, 1897.
- Esquisse hermétique du tout universel d'après la théosophie chrétienne, 1975.